# Tonje Angelsen
Tonje Angelsen, född 17 januari 1990, är en norsk höjdhoppare.
Angelsen satte som 16-åring norskt rekord i höjdhopp på 1,82 m (2006). Hon spåddes en lovande karriär som dock avstannade efter en skada 2009. Under 2010 och 2011 kvalificerade hon sig till flera internationella mästerskap, dock utan att ta sig till A-finalerna. 
I januari 2012 hoppade hon 1,93 m inomhus och slog sitt personliga rekord. Den 24 maj 2012 hoppade hon 1,95 m och slog sitt personliga rekord utomhus, vilket även kvalificerade henne för olympiska sommarspelen 2012 i London. Den 28 juni 2012 vann hon silvermedalj vid friidrotts-EM 2012 i Helsingfors efter ha hoppat 1,97 m, vilket var nytt personbästa.